# جلال خوتات
الفريق أول جلال باشا خوتات؛ من أعيان الشراكسة في الأردن ومن كبار ضباط القوات المسلحة الأردنية. تولى منصب المدير المالي للقوات المسلحة الأردنية منذ عام 1965 وحتى عام 2006 حيث كان قد عين مساعدا للمدير المالي قبل ذلك أي في سنة 1962 م. وقبل أنضمامه رسمياًإلى القوات المسلحة الأردنية عين جلال خوتات مراقباً ماليا لدى القوات المسلحة بصفة انتداب من وزارة المالية وكان ذلك منذ سنة 1958 ولغاية 1963 م، حيث تم تعيينه كضابط برتبة مقدم في مرتبات القوات المسلحة ليعمل بمنصب مساعد مدير الدائرة المالية حتى عام 1965م. هذا وقد خدم جلال خوتات في مراكز مختلفة في الحكومة الأردنية منذ 1952 عقب تخرجه من جامعة القاهرة ذات السنة، وتقاعد من خدمته العسكرية برتبة فريق أول في سنة 2006 م بعد خدمة عامة مخلصة لمدة تزيد عن 54عامامنها 48 عاما في سلك القوات المسلحة الأردنية، إحدى وأربعون عاما منها كمدير مالي متميز للقوات المسلحة الأردنية.
مكان وتاريخ الولادة:
عمان، 29/10/1925
التحصيل العلمي:
• ماجستير في الاقتصاد والتمويل من جامعة ييل "Yale University" في ولاية كونكتيكت الأمريكية سنة 1958.
• بكالوريوس في المحاسبة من جامعة القاهرة في جمهورية مصر العربية سنة 1952.
• الثانوية العامة من مدرسة المطران في عمان سنة 1945.
المناصب والرتب العسكرية:
•	بتاريخ 16/8/2006 تقاعد من القوات المساحة الأردنية برتبة فريق أول.
•	يتاريخ 10/7/2006 ترفع لرتبة فريق أول في القوات المساحة الأردنية.
•	يتاريخ 1/7/1989 ترفع لرتبة فريق في القوات المساحة الأردنية.
•	بتاريخ 1/7/1974 ترفع لرتبة لواء في القوات المساحة الأردنية.
•	بتاريخ 15/7/1968 ترفع إلى رتبة عميد في القوات المساحة الأردنية.
•	بتاريخ 1/12/1965 ترفع لرتبة عقيد في القوات المساحة الأردنية.
•	بتاريخ 5/5/1965 عين مديرا للدائرة المالية في القوات المسلحة الأردنية.
•	بتاريخ 11/5/1963 تجند في القوات المسلحة الأردنية برتبة مقدم وعين مساعدا لمدير الدائرة المالية.
•	بتاريخ 3/12/1955 عين رئيس ديوان في وزارة المالية.
•	بتاريخ 1/3/1954 محاسبا عاما للاشغال العامة / وزراة المواصلات.
•	بتاريخ 4/10/1952 عين بوظيفة محاسب في وزارة المالية.
الاوسمة والشارات:
• وسام النهضة درجة / 2.
• وسام الكوكب درجة / 1.
• وسام الاستقلال درجة / 1.
• وسام الاستقلال درجة / 2.
• وسام الاستحقاق العسكري درجة / 1.
• وسام معركة الكرامة.
• وسام اليوبيل الفضي.
• شارة تقدير الخدمة المخلصة.
• شارة الخدمة 1967م-1971 م.
• شارة الكفاءة التدريبية.
• شارة الكفاءة القيادية
• شارة الكفاءة الإدارية والفنية.
الوفاة:
•	توفي يوم الاثنين الموافق السابع والعشرون من حزيران عام 2011م.